# Yōhei Kajiyama
Yōhei Kajiyama (jap. 梶山 陽平, Kajiyama Yōhei; * 24. September 1985 in Kōtō, Tokio) ist ein ehemaliger japanischer Fußballspieler.

## Karriere

### Verein
Kajiyama begann schon früh mit dem Fußball. Während seiner Mittelschulzeit spielte er in den Jugendmannschaften des Erstligisten FC Tokyo, von dem er auch nach seinem Schulabschluss übernommen wurde und für den er am 29. April 2003 sein erstes Spiel hatte. 2013 wurde er kurzzeitig an den griechischen Verein Panathinaikos Athen und dann an den japanischen Ōita Trinita ausgeliehen. Im Anschluss erfolgte eine sechsmonatige Ausleihe zum Erstligisten Ōita Trinita nach Ōita. Anfang 2014 kehrte er nach der Ausleihe nach Tokio zurück. 2018 kam er fünfmal in der U23-Mannschaft zum Einsatz. Die Mannschaft spielte seit 2016 in der dritten Liga, der J3 League. Im gleichen Jahr wurde er an den Zweitligisten Albirex Niigata nach Niigata ausgeliehen. Anfang 2019 beendete er seine Karriere als Fußballspieler.

### Nationalmannschaft
Zwischen 2000 und 2008 war er Mitglied der japanischen U-15/17/20/22/23-Auswahlmannschaften und qualifizierte sich mit letzterer für die Olympischen Sommerspiele 2008.

## Erfolge
FC Tokyo
- Kaiserpokal: 2011
- J. League Cup: 2004, 2009